# طيران (فلم)
طيران (بالإنجليزية: Flying) هو فيلم دراما كندي من إنتاج عام 1986، إخراج باول لونش وتأليف جون شيبارد وبطولة ريتا توشينغهام وكيانو ريفز وأوليفيا دابو.

## ملخص القصة
تدور أحداث الفيلم عن لاعبة الجمباز (روبين) والتي تتعرض لحادث سير يتسبب في كسر رقبتها مما يمنعها من مواصلة مشوارها الرياضي، تصبح حياتها محاطة بالمشاكل والهموم بعد أن توفى والدها في الحادثة وإضطرارها للعيش مع أمها وزوجها سيء الطباع تحاول (روبين) إعادة لم شتات حياتها والإستمرار في لعب رياضتها المفضلة بدعم من صديقها.

## طاقم التمثيل
- أوليفيا دابو في دور روبين كرو
- ريتا توشينغهام في دور جان ستولر
- كيانو ريفز في دور تومي وارنيكي
- جيسيكا ستين في دور كارلي سيمونز
- رينيه ميرفي في دور ليا كيلبورن
- شون ماكان في دور جاك كرو
- سامانثا لانجفين في دور مارج كرو

- نيكول لوغان في دور جيليان كرو
- سامانثا لوجان في دور ستايسي
- أنتوني كراميثر في دور مارك ساندرسون
- دينيس سيمبسون في دور فريد ستونر
- يوجين كلارك في دور روي تيلر
- لويس توتشي في دور ليو

## وصلات خارجية
- مقالات تستعمل روابط فنية بلا صلة مع ويكي بيانات